# Marzanna (imię)
Marzanna – imię żeńskie, będące najprawdopodobniej przekształceniem imienia Maryjana/Maryjanna (Marianna). Drugie wytłumaczenie źródłosłowu tego imienia to pochodzenie od praindoeuropejskiego rdzenia mor, śmierć (patrz opis postaci mitycznej Marzanny). Imię dość rzadko nadawane w Polsce w związku ze zwyczajem topienia Marzanny, symbolu śmierci, zła i odchodzącej Zimy. 
Marzanna imieniny obchodzi: 21 marca i 2 czerwca.
Znane osoby o tym imieniu:
- Marzanna Graff-Oszczepalińska – pisarka, autorka tekstów piosenek, aktorka
- Marzanna Bogumiła Kielar (ur. 1963 w Gołdapi) – polska poetka